# Історія американського кіно від Мартіна Скорсезе
Істо́рія америка́нського кіно́ від Ма́ртіна Скорсе́зе (англ. A Personal Journey with Martin Scorsese Through American Movies) — документальний фільм Мартіна Скорсезе, виробництва Британського інституту кіно.
Вперше стрічка побачила світ двома частинами на каналі «Channel Four» у 1995 році.